# روبرت شنايدر
روبرت شنايدر (بالألمانية: Robert Schneider) (و. 1961 – م) هو كاتب، وكاتب مسرحي، وكاتب سيناريو، من النمسا، ولد في بريغنز.

## جوائز
حصل على جوائز منها:
- جائزة ميديتشي عن فئة الأدب الأجنبي  [لغات أخرى]‏ (1994)
- جائزة الأدب الألماني [الإنجليزية]‏ (1993)
- Grinzane Cavour Prize [الإنجليزية]‏.

## وصلات خارجية
- روبرت شنايدر على موقع IMDb (الإنجليزية)
- روبرت شنايدر على موقع مونزينجر (الألمانية)
- روبرت شنايدر على موقع ألو سيني (الفرنسية)
- روبرت شنايدر على موقع ميوزك برينز (الإنجليزية)
- روبرت شنايدر على موقع أول موفي (الإنجليزية)
- روبرت شنايدر على موقع ديسكوغز (الإنجليزية)
- روبرت شنايدر على موقع قاعدة بيانات الفيلم (الإنجليزية)
- روبرت شنايدر على موقع كينوبويسك (الروسية)